# محكمة الاستئناف العليا (جنوب إفريقيا)
محكمة الاستئناف العليا بجنوب إفريقيا (بالإنجليزية: Supreme Court of Appeal (SCA))، المعروفة سابقًا باسم محكمة الاستئناف (بالإنجليزية: Appellate Division): هي ثاني أعلى محكمة استئناف في جنوب أفريقيا.